# Eva Montesdeoca
Eva Montesdeoca López (Arucas, 13 agosto 1981) è un'ex cestista spagnola.

## Carriera
Con la Spagna ha disputato i Campionati europei del 2005 e i Campionati mondiali del 2006.